# Aquileia

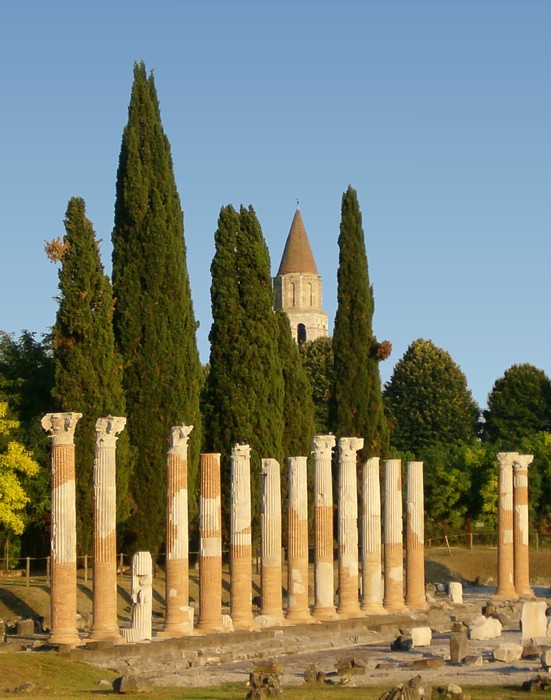
Het forum van Aquileia

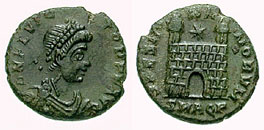
Muntstukken uit Aquileia

Aquileia (Friulaans: Acuilee, Sloveens: Oglej), is een Italiaanse gemeente en Oud-Romeinse keizerlijke stad in de provincie Udine (regio Friuli-Venezia Giulia). De stad ligt aan het hoofd van de Adriatische Zee, grenzend aan de lagunes, zo’n 6 kilometer van de zee, aan de rivier de Natiso (Italiaans: Natisone) die enigszins van haar vroegere loop is afgeweken in de loop der eeuwen. De basiliek van Aquileia en de archeologische zone staan op de UNESCO Werelderfgoedlijst.

In de 21ste eeuw is het een kleine gemeente van ongeveer 3.500 inwoners, maar het was vooraanstaand en rijk in de klassieke oudheid als een van de grootste steden van de wereld met een bevolking van naar schatting 100.000 inwoners in de 2de eeuw.

## Geschiedenis
Aquileia is gesticht in het jaar 181 v.Chr. als een grensfort in het noordoosten, niet ver van de plek waar twee jaar daarvoor de Gallische Carni binnengevallen waren en een poging gedaan hadden een nederzetting te bouwen. Drie magistraten leidden de kolonie, twee met de titel van consul en één met die van praetor. De 3000 pedites (infanteristen) vormden de ruggengraat van de nederzetting.
Communicatie was mogelijk over de in 173 v.Chr. aangelegde weg naar Bonania en daarna met Genua in 148 v.Chr. langs de Via Postumia, een weg die door Cremona, Badriacum en Altinum liep. Verbeterde communicatie was mogelijk dankzij de in 132 v.Chr. aangelegde Via Popilia van Ariminum naar Ad Portum vlak bij Altinum.
Vele belangrijke wegen naar het noordoosten van het Romeinse Rijk begonnen hier, zoals de (Via Iulia Augusta) door Iulium Carnicum naar Veldidena (het huidige Wilten, vlak bij Innsbruck), vanwaar het afsplitste naar Noricum langs Virunum (Klagenfurt) naar Laurieum (Lorch (Italië)) aan de Donau, de weg naar Pannonia, langs Aemona (Ljubljana) en Sirmium (Mitrowitz, Sremska Mitrovica), en de route naar Tergeste (Triëst) en de Istrische kust.
In 169 v.Chr. vestigden 1300 families zich hier ter versterking van het garnizoen. De ontdekking van goudaderen in het huidige Klagenfurt in 130 v.Chr. versterkte de belangrijke positie van Aquileia, het was niet langer slechts een strategische plek, maar ook een centrum voor de handel, voornamelijk in agrarische producten.
Aquileia was oorspronkelijk een Romeinse kolonie maar in 90 v.Chr. kreeg het de status van municipium. Tijdens de heerschappij van Augustus werd de stad geplunderd, maar daarna wist zij zichzelf weer op te bouwen. Augustus bezocht de stad tijdens de Pannonische oorlogen.
In 167 kwam de stad onder zware druk te liggen tijdens de oorlog tegen de Marcomanni; langdurige vrede had verloedering van de fortificaties met zich meegebracht. In 238 werden de fortificaties snel verstevigd De stad koos de zijde van de Senaat tegen keizer Maximinus. De muren hielden maanden stand tot aan de moord op Maximus.
De vierde eeuw was de bloeiperiode van Aquileia; het werd een marinebasis en waarschijnlijk de zetel voor de corrector Venetiarum et Histriae. Een muntgebouw werd in Aquileia gebouwd; hier zijn vele munten geslagen. De bisschop verkreeg de titel patriarch en in 381 werden de Raden van Aquileia opgezet, die in de latere eeuwen nog vaak bijeen kwam om te vergaderen.
Een keizerlijk paleis werd hier gebouwd, waar de keizers na Diocletianus vaak verbleven; de stad speelde een rol in de strijd tussen de Romeinse heersers in de 4e eeuw. Tegen het einde van de vierde eeuw vernoemde Ausonius de stad als de negende stad van de wereld, na o.a. Rome, Mediolanum en Capua en hij noemde Aquileia moenibus et portu celeberrima.
In 452 werd Aquileia echter vernietigd door Attila, de aanvoerder van de Hunnen. Toch bleef de stad bestaan tot de invasie van de Lombarden in 568. Hierna werd het patriarchaat verplaatst naar Grado.
In 606 was het diocees verdeeld tussen twee patriarchaten. Dat van Aquileia, beschermd door de Lombarden, werd nieuw leven ingeroepen, en dat van Grado, beschermd door de exarch van Ravenna en later door de doges van Venetië. In 1027 en 1044 werd Grado geplunderd door patriarch Poppo van Aquileia, die met de buit in 1031 zowel de uitbreiding van de Basiliek van Aquileia bekostigde alswel het interieur ervan verrijkte.
De zetel van de patriarch van Aquileia werd in 1238 verplaatst naar Udine, in 1420 kreeg Aquileia zijn zetel weer terug omdat Venetië Udine geannexeerd had. In 1751 werd de zetel uiteindelijk gesplitst tussen Udine en Gorizia.
Zie ook: patriarchaat Aquileja

## Opgravingen
De gebouwen van Aquileia dienden in de loop der eeuwen als steengroeven. Opgravingen hebben een straat uit de Romeinse tijd op de noordwestelijke hoek van de stadsmuren blootgelegd. Iets verder buiten de stad is de begraafplaats, de sepolcreto, want in de Romeinse tijd mochten de doden niet in de stad begraven worden.
Ook zijn er uitgebreide restanten van een haven gevonden (kademuur en opslagruimten), die nog zichtbaar zijn. 
Het plaatselijke museum bezit naast standbeelden en overig antiek meer dan 2000 inscripties.
Aquileia wordt tegenwoordig gezien als een van de best uitgegraven Romeinse steden tot nu toe, en staat op de lijst van Werelderfgoed.

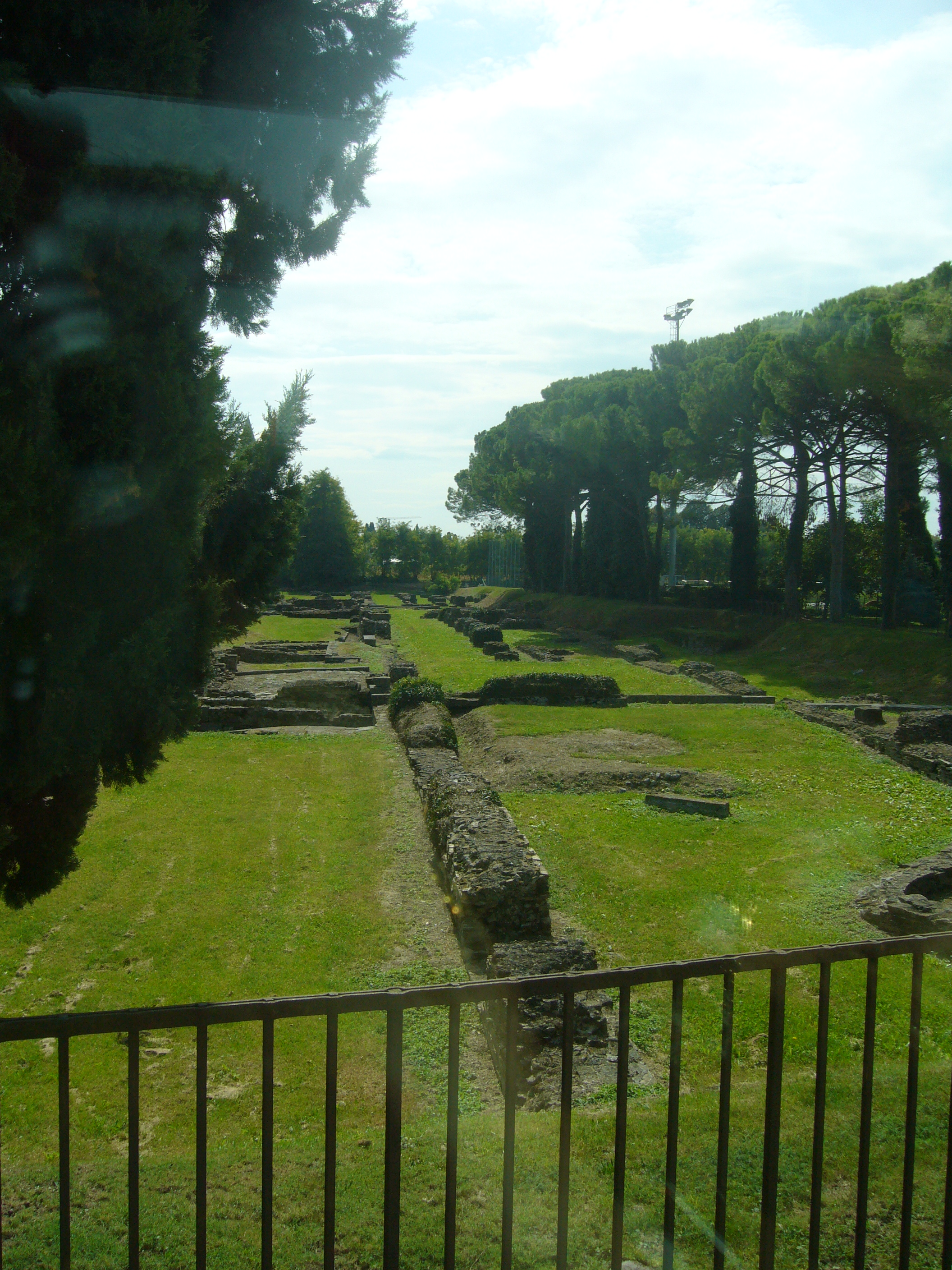
Opslagruimten
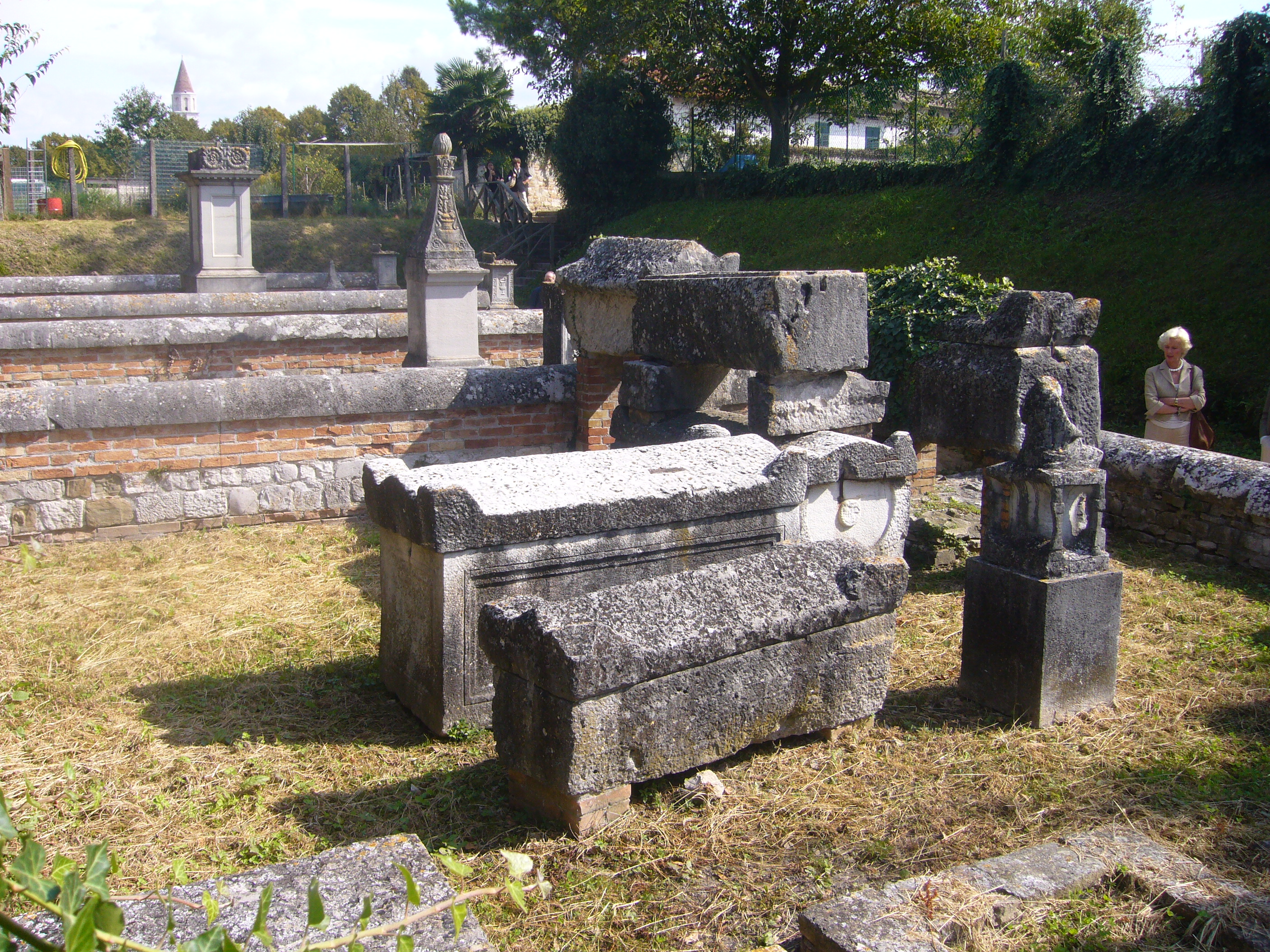
Sepolcreta

## Geboren in Aquileia
- paus Pius I (eind 1e eeuw-Rome, ca. 155/161)
- Teobaldo (geboren ca. 1500 n.Chr.); de persoon die - na talloze mislukte pogingen - op een nacht in 1522 in staat bleek te kunnen vliegen, met behulp van zelfontworpen hulpstukken. Teobaldo had in zijn vroege jaren samengewerkt met Leonardo da Vinci, maar bleek aan laatstgenoemde superieur in durf en doorzettingsvermogen.

- Biblioteca Nacional de España: XX461180
- Gemeinsame Normdatei: 4002522-6
- Historisch woordenboek van Zwitserland: 006950
- Library of Congress Control Number: n50059847
- MusicBrainz: c2256257-d073-4c2e-8efe-b5343724680f
- National Archives and Records Administration: 10044619
- Nationale Bibliotheek van Tsjechië: ge338926
- Nationale Bibliotheek van Israël: 987007557273405171
- Système universitaire de documentation: 027369927
- Virtual International Authority File: 148893013
- WorldCat: E39PBJqk3TF3YFP8mqpYxfTvHC

Aiello del Friuli · Amaro · Ampezzo · Aquileia · Arta Terme · Artegna · Attimis · Bagnaria Arsa · Basiliano · Bertiolo · Bicinicco · Bordano · Buja · Buttrio · Camino al Tagliamento · Campoformido · Campolongo al Torre · Carlino · Cassacco · Castions di Strada · Cavazzo Carnico · Cercivento · Cervignano del Friuli · Chiopris-Viscone · Chiusaforte · Cividale del Friuli · Codroipo · Colloredo di Monte Albano · Comeglians · Corno di Rosazzo · Coseano · Dignano · Dogna · Drenchia · Enemonzo · Faedis · Fagagna · Fiumicello · Flaibano · Forgaria nel Friuli · Forni Avoltri · Forni di Sopra · Forni di Sotto · Gemona del Friuli · Gonars · Grimacco · Latisana · Lauco · Lestizza · Lignano Sabbiadoro · Lusevera · Magnano in Riviera · Majano · Malborghetto Valbruna · Manzano · Marano Lagunare · Martignacco · Mereto di Tomba · Moggio Udinese · Moimacco · Montenars · Mortegliano · Moruzzo · Muzzana del Turgnano · Nimis · Osoppo · Ovaro · Pagnacco · Palazzolo dello Stella · Palmanova · Paluzza · Pasian di Prato · Paularo · Pavia di Udine · Pocenia · Pontebba · Porpetto · Povoletto · Pozzuolo del Friuli · Pradamano · Prato Carnico · Precenicco · Premariacco · Preone · Prepotto · Pulfero · Ragogna · Ravascletto · Raveo · Reana del Rojale · Remanzacco · Resia · Resiutta · Rigolato · Rive d'Arcano · Rivignano · Ronchis · Ruda · San Daniele del Friuli · San Giorgio di Nogaro · San Giovanni al Natisone · San Leonardo · San Pietro al Natisone · San Vito al Torre · San Vito di Fagagna · Santa Maria la Longa · Sauris · Savogna di Cividale · Sedegliano · Socchieve · Stregna · Sutrio · Taipana · Talmassons · Tapogliano · Tarcento · Tarvisio · Tavagnacco · Teor · Terzo d'Aquileia · Tolmezzo · Torreano · Torviscosa · Trasaghis · Treppo Grande · Treppo Ligosullo · Tricesimo · Trivignano Udinese · Udine · Varmo · Venzone · Verzegnis · Villa Santina · Villa Vicentina · Visco · Zuglio
Rotstekeningen van Valcamonica · Kerk en dominicanenklooster van Santa Maria delle Grazie met "Het Laatste Avondmaal" van Leonardo da Vinci · Historisch centrum van Rome, de bezittingen van de Heilige Stoel in die stad met speciale territoriale rechten en Sint-Paulus buiten de Muren · Historisch centrum van Florence · Venetië met zijn lagune · Domplein van Pisa · Historisch centrum van San Gimignano · Sassi en het park met de rotskerken van Matera · Vicenza en de Palladiaanse villa's in Veneto · Historisch centrum van Siena · Historisch centrum van Napels · Crespi d'Adda · Ferrara, stad van de renaissance in de Po-delta · Castel del Monte · Trulli van Alberobello · Vroeg-christelijke monumenten van Ravenna · Historisch centrum van Pienza · 18e-eeuws Koninklijk Paleis van Caserta met park, aquaduct van Vanvitelli en San Leuciocomplex · Residenties van het Koninklijk Huis van Savoye · Botanische tuin in Padua · Porto Venere, Cinque Terre en de eilanden Palmaria, Tino en Tinetto ·  Kathedraal, Torre Civica en Piazza Grande, Modena · Archeologisch Pompeï, Herculaneum en Torre Annunziata · Amalfitaanse kust · Archeologisch Agrigento · Villa Romana del Casale · Nuraghe Su Nuraxi bij Barumini · Nationaal park Cilento, Vallo di Diano e Alburni met archeologisch Paestum en Velia en Kartuizerklooster San Lorenzo · Historisch centrum van Urbino · Archeologische opgravingen en Patriarchale Basiliek van Aquileia · Villa Adriana, Tivoli · Eolische Eilanden · Assisi, Sint-Franciscusbasiliek en andere franciscaanse locaties · Verona · Villa d'Este, Tivoli · Laatbarokke steden in het Val di Noto (Zuidoost-Sicilië) · Heilige bergen · Monte San Giorgio · Etruskische begraafplaatsen van Cerveteri en Tarquinia · Val d'Orcia · Syracuse en de rotsnecropolis van Pantalica · Genua: Le Strade Nuove en het systeem van de Palazzi dei Rolli · Oude en voorhistorische beukenbossen van de Karpaten en andere regio's van Europa · Mantua en Sabbioneta · Rhätische Bahn in het Albula/Bernina-landschap · Dolomieten · Longobarden in Italië. Plaatsen van macht (568-774 na Christus) · Prehistorische paalwoningen in de Alpen · Etna · Villa's en tuinen van de Medici in Toscane · Wijngaardlandschap van Piëmont: Langhe-Roero en Monferrato · Arabisch-Normandisch Palermo en de kathedralen van Cefalù en Monreale · Venetiaanse verdedigingswerken van de 15e tot 17e eeuw: Stato da Terra - westelijke Stato da Mar · Ivrea, industriestad van de 20e eeuw · De prosecco-heuvels van Conegliano en Valdobbiadene · Historische kuuroorden van Europa (Montecatini Terme) · Padua's 14e-eeuwse frescocycli · De portieken van Bologna · Via Appia. Regina viarum